# Liste der Naturdenkmale in Schloß Holte-Stukenbrock
Die Liste der Naturdenkmale in Schloß Holte-Stukenbrock nennt die im Gebiet der Stadt Schloß Holte-Stukenbrock im Kreis Gütersloh in Nordrhein-Westfalen ausgewiesenen Naturdenkmale.

## Naturdenkmale
| Bild | Nr.    | Bezeichnung                                    | Lage                                                                                         | Position                    | Beschreibung |
| ---- | ------ | ---------------------------------------------- | -------------------------------------------------------------------------------------------- | --------------------------- | --- |
|      | B9     | Stieleiche                                     | Schloß Holte, Sender Straße                                                                  | 51° 54′ 38″ N, 8° 36′ 28″ O | |
|      | 2.3.1  | Findling                                       | Schloß Holte, südöstlich der Straße „Am Landerbach“ an der Abzweigung eines Wirtschaftsweges | 51° 54′ 26″ N, 8° 34′ 52″ O | |
|      | 2.3.2  | Stieleiche                                     | Schloß Holte, 50 m nordwestlich des Oelbaches, 150 m südwestlich der Schlossförsterei        | 51° 53′ 50″ N, 8° 35′ 48″ O | |
|      | 2.3.3  | Stieleiche am Oelbach (sog. 1000jährige Eiche) | Schloß Holte, am Oelbach, 140 m südwestlich der Schlossförsterei                             | 51° 53′ 49″ N, 8° 35′ 50″ O | |
|      | 2.3.7  | Stieleiche                                     | Stukenbrock, auf der Ostseite des Brockhofes                                                 | 51° 55′ 29″ N, 8° 37′ 37″ O | |
|      | 2.3.8  | Findling                                       | Stukenbrock, ca. 400 m westlich Gut Schlieffen auf dem Weg zu Welschmeier                    | 51° 55′ 6″ N, 8° 37′ 28″ O  | |
|      | 2.3.9  | Eichengruppe                                   | Stukenbrock, ca. 700 m südwestlich Gut Schlieffen in der Feldflur                            | 51° 54′ 55″ N, 8° 37′ 20″ O | ca. 200-jährige solitäre Stieleichengruppe (17 Bäume) in einer Grünlandfläche                                                                                                |
|      | 2.3.11 | Mergelkuhlen                                   | Stukenbrock, am Westrand eines Weges vom Stapelagerweg zum Hof Bokelmeier                    | 51° 55′ 3″ N, 8° 40′ 39″ O  | seltene Emschermergelaufschlüsse mit artenreichem Buchen-Eichenwald, Laubwaldmantelgesellschaften und Teichröhricht Gesellschaften mit ihrem charakteristischen Artenbestand |
|      | 2.3.12 | Stieleiche                                     | Stukenbrock, auf dem Hof Bokelmeyer an der Hauptzufahrt                                      | 51° 54′ 57″ N, 8° 40′ 54″ O | |
|      | 2.3.13 | Stieleichengruppe                              | Stukenbrock, ca. 550 m südöstlich des Hofes Bokelmeyer zwischen Mühlenweg und Kreisgrenze    | 51° 54′ 44″ N, 8° 41′ 15″ O | |
|      | 2.3.14 | Findling                                       | Stukenbrock, südlich der Römerstraße auf dem Hausgrundstück Nr. 26                           | 51° 54′ 13″ N, 8° 40′ 45″ O | erdgeschichtlich bedeutsamer Findling aus Granitporphyr mit Einschlüssen von Migmatit in der Nähe seines Fundortes                                                           |
|      | 2.3.15 | Findling                                       | Stukenbrock, ca. 200 m westlich des Hofes Fockel                                             | 51° 53′ 26″ N, 8° 41′ 18″ O | |
|      | 2.3.16 | Stieleiche                                     | Stukenbrock, ca. 100 m nördlich der Hoflage Welschof an der Südostseite des Teiches          | 51° 53′ 47″ N, 8° 41′ 45″ O | |
|      | 2.3.17 | Findling                                       | Stukenbrock, ca. 200 m östlich der Hoflage Welschof am Weg nach Augustdorf                   | 51° 53′ 46″ N, 8° 41′ 59″ O | |
|      | 2.3.18 | Findling                                       | Stukenbrock, ca. 800 m nordöstlich der Hoflage Welschof am Weg nach Augustdorf               | 51° 53′ 53″ N, 8° 42′ 26″ O | |
|      | 2.3.19 | Stieleiche                                     | Stukenbrock, auf dem Hof Bokelmeyer in der Gartenanlage                                      | 51° 54′ 59″ N, 8° 40′ 53″ O | |

## Ehemalige Naturdenkmale
| Bild | Nr.    | Bezeichnung | Lage                                                                                          | Position                    | Beschreibung |
| ---- | ------ | ----------- | --------------------------------------------------------------------------------------------- | --------------------------- | ------------ |
|      | 2.3.10 | Stieleiche  | Stukenbrock, ca. 30 m westlich der Flugplatzstraße, ca. 170 m nördlich der Bielefelder Straße | 51° 54′ 52″ N, 8° 39′ 16″ O |              |